# Apocalyps van Sefanja
De Apocalyps van Sefanja (of Apocalyps van Sofonias) is een oude pseudepigrafische tekst die beweert door de profeet Sefanja te zijn geschreven; een bewering die nergens op is gebaseerd. Het werk wordt gerekend tot de apocalyptische literatuur. Geen enkele Joodse of christelijke groepering beschouwt het werk als canoniek of zelfs maar deutorocanoniek. Het werk werd tegen het einde van de 19e eeuw ontdekt en gepubliceerd. Het canonieke boek Zefanja bevat veel mystieke en apocalyptische beelden en dit werk gaat over vergelijkbare onderwerpen.

## Het werk in manuscripten
Het bestaan van de Apocalyps van Sefanja was reeds bekend uit oude teksten, bijvoorbeeld uit de Stichometrie van Nikephoros (van 806 tot 815 de patriarch van Constantinopel), maar werd als verloren beschouwd. In 1881 werden twee fragmenten van manuscripten, waarschijnlijk afkomstig van het Witte klooster in Egypte, gekocht door de Bibliothèque Nationale in Parijs en voor het eerst in 1885 gepubliceerd door U. Bouriant. Later kocht het "Staatliche Museum" in Berlijn nog enkele fragmenten en werden samen met de eerdere in 1899 gepubliceerd door Georg Steindorff. Steindorff herkende in de fragmenten delen van de Apocalyps van Sefanje, de Apocalyps van Elijah en een andere tekst die hij De anonieme Apocalyps noemde. E. Schürer toonde aan dat de "anonieme Apocalyps" hoogstwaarschijnlijk deel uitmaakt van de Apocalyps van Sefanja, maar er is geen unanieme consensus onder wetenschappers. De twee manuscripten zijn geschreven in Koptische dialecten - het oudste fragment (vroege vierde eeuw n.Chr.) in het Achmimisch, de andere (vroege vijfde eeuw n.Chr.) in het Sahidisch - en zijn zeer beperkt in omvang. Ze waren oorspronkelijk waarschijnlijk geschreven in het Grieks.
Aan deze fragmenten kan misschien een kort citaat worden toegevoegd in het werk Stromata (V, 11:77) van Clemens van Alexandrië, die een passage citeert die wordt toegeschreven aan Sefanja, maar niet voorkomt in het canonieke boek Sefanja.

## Datering en oorsprong
Omdat de Apocalyps van Sefanja naar het verhaal van Susanna verwijst, moet het boek later dan 100 v.Chr. zijn geschreven. Het boek was waarschijnlijk bekend aan Clemens van Alexandrië en moet dus geschreven zijn voor het laatste kwart van de tweede eeuw. Binnen deze bandbreedte suggereert Wintermute een datum voor 70 n.Chr., omdat er een verwijzing in staat naar een pro-Idumeatische traditie.
De tekst bevat geen uitgesproken christelijke passages en de enkele die doen denken aan het Nieuwe Testament kunnen ook verklaard worden vanuit een judaïstische context. Het kan daarom een Joodse bron hebben gehad, maar zijn omgewerkt door een christen. De oorsprong van het werk ligt waarschijnlijk in Egypte.